# Vincent Gardenia
Vincent Gardenia, född Vincenzo Scognamiglio den 7 januari 1920 i Neapel i Italien, död 9 december 1992 i Philadelphia i Pennsylvania, var en italiensk-amerikansk skådespelare i film, på TV och teater. Två gånger nominerades han för en Oscar för bästa biroll, för sin medverkan i Bang the Drum Slowly (1973) respektive Mångalen (1987).

## Biografi
Vincent Gardenia föddes (som Vincenzo Scognamiglio) i Neapel i Italien och familjen utvandrade till USA när han var två år gammal. Familjen bosatte sig i Brooklyn. Gardenias far startade en teatergrupp där sonen debuterade som femåring och där han fortsatte medverka fram till 1960. Han dog överraskande av en hjärtinfarkt.

## Filmografi (urval)
- 1958 – Polisens dödsfiender
- 1960 – Nattens vargar
- 1961 – Mad Dog Coll
- 1961 – Fifflaren
- 1970 – Var är poppa? sa käringen
- 1971 – Små, små mord
- 1971 – Operation fimpa
- 1972 – Jakten på Mary Jane
- 1973 – Bang the Drum Slowly
- 1974 – Death Wish - Våldets fiende nr. 1
- 1974 – Stoppa pressarna!
- 1976 – Il grande racket
- 1977 – Det bränns farsan
- 1977 – Dödsjakten på racerbanan
- 1978 – Himlen kan vänta
- 1979 – Spindeln i nätet
- 1980 – Sista resan med Noahs ark
- 1982 – Death Wish II
- 1985 – Movers & Shakers
- 1986 – Little Shop of Horrors
- 1987 – Mångalen
- 1989 – Lösa förbindelser
- 1991 – En rutten värld

## Teater

### Roller
| År   | Roll             | Produktion                      | Regi        | Teater                                    |
| ---- | ---------------- | ------------------------------- | ----------- | ----------------------------------------- |
| 1983 | Wild Bob Culhane | Buried Inside Extra Thomas Babe | Joseph Papp | Joseph Papp Public Theater, New York, USA |